# La Carreta Dos
La Carreta Dos är en ort i Mexiko.   Den ligger i kommunen San Fernando och delstaten Tamaulipas, i den centrala delen av landet, 600 km norr om huvudstaden Mexico City. La Carreta Dos ligger 38 meter över havet och antalet invånare är 480.
Terrängen runt La Carreta Dos är platt, och sluttar brant österut. Runt La Carreta Dos är det glesbefolkat, med 9 invånare per kvadratkilometer. Närmaste större samhälle är La Lomita, 3,9 km sydost om La Carreta Dos. Trakten runt La Carreta Dos består till största delen av jordbruksmark.